# Pataky Sándor
Pataky Sándor (Arad, 1880. július 26. – Arad, 1969. március 22.) erdélyi festőművész, akvarellista.

## Életútja
A budapesti Mintarajziskolában Székely Bertalan, Aggházy Gyula és Nádler Róbert tanítványaként szerzett képesítést (1901). Utazásai során Bécs, Drezda, Velence, Firenze és München képtárait tanulmányozta. Az első világháborúban a balkáni frontokon harcolt, ahol foglyok és internáltak portréit rajzolta. 1921-ben a nagybányai festőtelepen és a szomszédos Felsőbányán dolgozott. 1929-ben Tapolcán festett és állított ki.

## Munkássága
Mint az aradi festők közösségének tevékeny tagja, számos kiállításon mutatkozott be szülővárosában, továbbá Temesváron, Nagyváradon, Kolozsváron, Brassóban. Termékeny művészetében az olajfestéssel szemben egyre nagyobb hangsúlyt kapott az akvarell. Finom, kékes tónusú, mély perspektívájú képei alapján „az erdélyi táj lírikusának” nevezte a kritika. Legtöbb képét Aradon és környékén, a Maros alsó folyása mentén festette, de dolgozott a háromszéki, kalotaszegi, torockói, radnai tájakon és a Bánságban is. Festményeinek nagyszámú reprodukciója jelent meg a Pásztortűzben, a Periszkopban s a Vasárnap című aradi folyóiratban. Az aradi múzeum halála évében műveinek gyűjteményes kiállítását szervezte meg.